# Refractometria

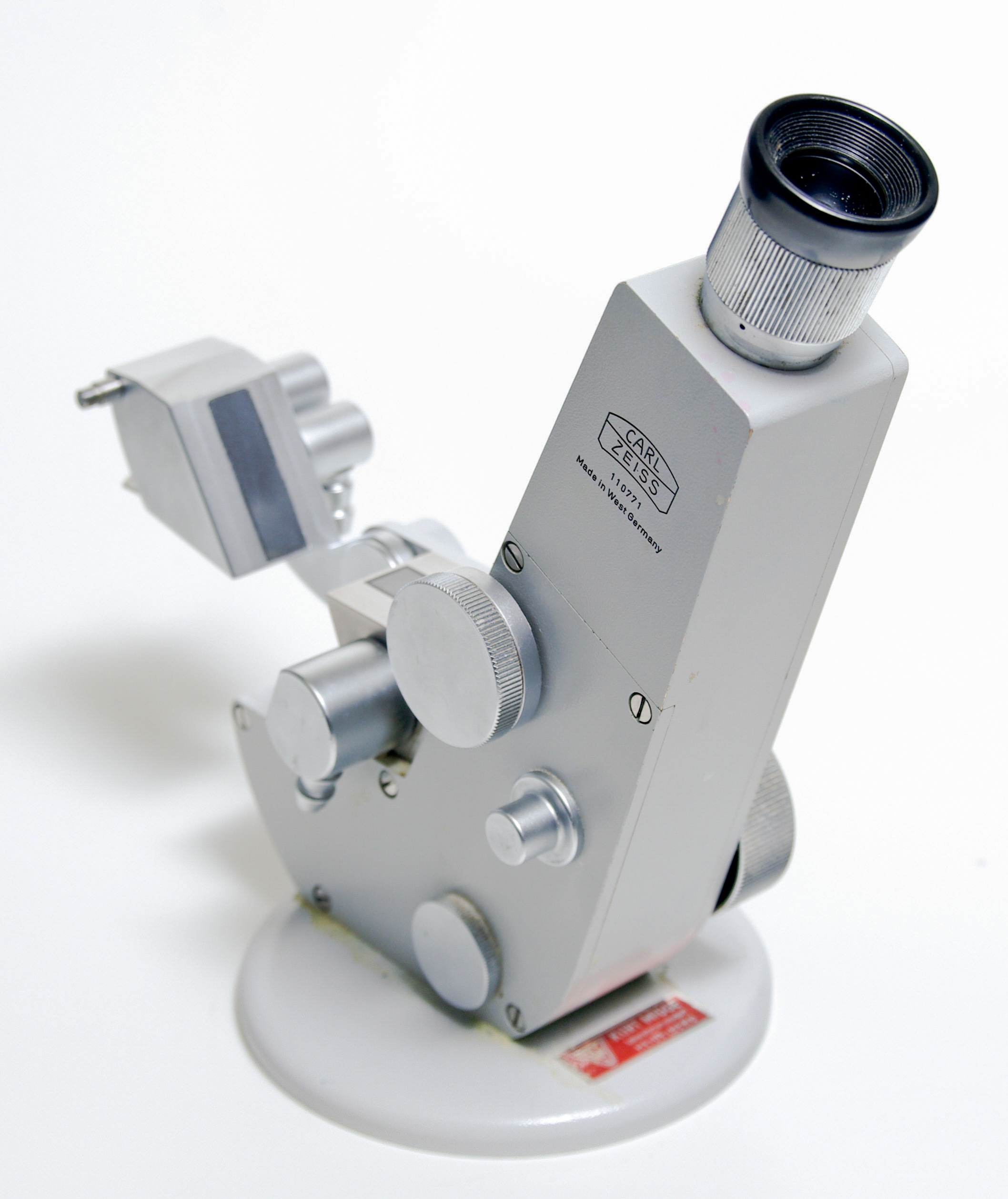
Refractòmetre d'Abbe de la marca Carl Zeiss.

Es denomina refractometria, al mètode o principi òptic emprat per a determinar l'índex de refracció de les substàncies (una propietat física fonamental de tot: mitjà/compost/substància/cos), és a dir la velocitat de propagació de la llum a través de dites substàncies (utilitzant l'escala de mesurament de l'índex de refracció), per tal de -per exemple-, poder avaluar la seva composició o puresa.
Els refractòmetres són els instruments que empren aquest principi de refracció de la llum, ja sigui directament, (emprant diversos prismes), o amb el mètode d'angle crític, (emprant solament un prisma), i la seva escala primària de mesurament és l'índex de refracció, a partir de la qual es construeixen les diferents escales específiques, Brix (sucre), Densitat Específica, % sal, etc. Els refractòmetres s'utilitzen per a prendre mesures en líquids, sòlids i gasos, (com en el cas de vidres o gemmes).

## Principi de refracció
La llum es mou a diferents velocitats en els diferents materials. Si un raig de llum amb una longitud d'ona determinada creua una superfície límit entre dos materials diferents amb un angle determinat, l'angle del raig canviarà d'acord amb la diferència de l'índex de refracció d'un mitjà envers l'altre. En condicions constants amb característiques de material conegudes es pot determinar l'índex de refracció d'un segon mitjà desconegut mentre es coneguin l'angle de refracció i l'índex de refracció del primer mitjà.
Aquesta determinació es fa mitjançant la llei de Snell:
n1 * (sin(angle1)) = n2 * (sin(angle2)),
on:
n1 = índex de refracció del mitjà 1,
angle1 = angle d'incidència de la llum al mitjà 1,
n2 = índex de refracció del mitjà 2,
angle2 = angle d'incidència de la llum al mitjà 2.

## Refractòmetre d'Abbe

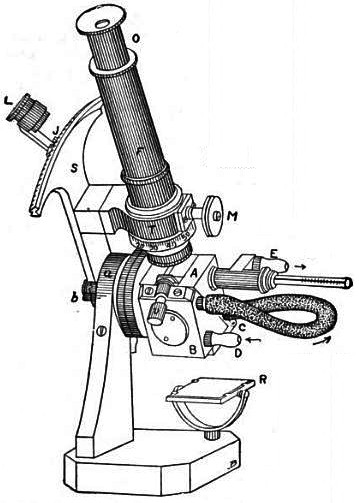
refractòmetre d'Abbe. Model antic

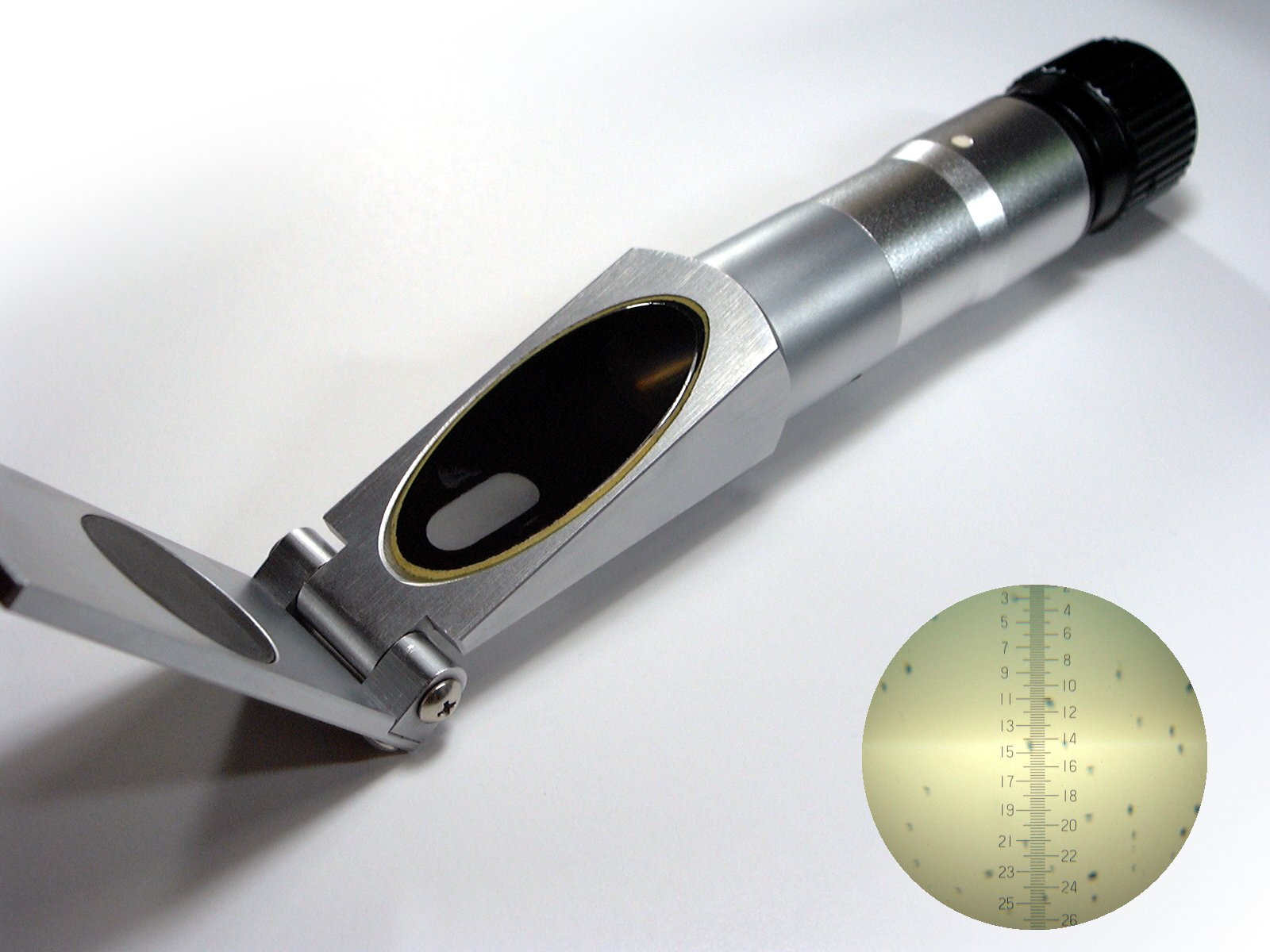
Refractòmetre emprat en agricultura així com en viticultura, enginys sucrers o apicultura, per a determinar la concentració de sucres en les fruites, canyes, mels...

El refractòmetre d'Abbe permet obtenir un mesurament de l'índex de refracció d'un líquid dipositant-lo sobre una superfície de vidre, col·locant el liquid en un dispositiu òptic, i ajustant un botó fins a conduir una placa il·luminada cap al centre d'un reticle. Llavors es plantegen dues preguntes:
1. Per què el valor obtingut és aquell de l'índex de refracció del líquid estudiat?
2. Per què el mesurament es realitza per reglatge d'una placa il·luminada?

Els refractòmetres d'Abbe poden emprar els dos mètodes de refracció, el de refracció total o el de refracció d'angle crític.

### Principi del mesurament
Aquest refractòmetre va ser descrit, el 1875, pel seu inventor, Ernst Abbe. Un antic model està representat a la imatge. En el seu estudi de 1901 sobre els refractòmetres, Culmman descriu aquest instrument com constituït per dos prismes de vidre flint contenint una capa prima d'1/20 de mil·límetre de gruix del líquid a examinar. El prisma inferior serveix sobretot per a mantenir el líquid i per permetre la il·luminació del prisma superior. L'article més recent de Véret indica que, en els refractòmetres moderns, el prisma superior serveix per a la il·luminació i que el prisma inferior, de fet, és el que permet el mesurament. La descripció següent correspon a aquest cas.
La idea és il·luminar el líquid a analitzar amb llum rasant i determinar l'angle límit "e" que depèn de l'índex "n" problema i de l'índex "N" del material conegut sobre el que reposa el líquid i en el qual penetra el raig rasant .
n = N sin (e)
Aquest raig continua el seu camí i ataca la cara de sortida del prisma amb l'angle "r"
r = α - e
on "α" és l'angle del prisma.
El raig surt llavors del prisma amb l'angle "e" de tal forma que
N sin (r) = sin (e)
L'angle "e" es troba en relació amb l'índex buscat "n". Un visor indica l'angle i es gradua directament en índex de refracció. El valor cal donar-lo amb dues unitats del quart de decimal del valor de l'índex "n".
Ja que no és possible aconseguir un únic raig rasant que penetri en el lloc adequat del suport material subjacent, el dispositiu empra un feix de llum el límit del qual és, per construcció, el raig rasant. Aquest feix constitueix el rang de llum el límit del qual serà ajustat al reticle i serà la base del mesurament.
La figura inferior representa aquest dispositiu. El prisma superior està il·luminat i conté el raig rasant. La llum entra en el prisma inferior en un rang de llum tal que el raig superior correspon a la prolongació del raig rasant. A la sortida del prisma, aquest rang de llum és reflectit per un mirall i és observat a través d'una lent col·limadora. L'usuari pot observar, en aquesta lent, el rang de llum i el seu límit, que aporta la informació sobre l'angle límit, és a dir, sobre l'índex de refracció del líquid estudiat.

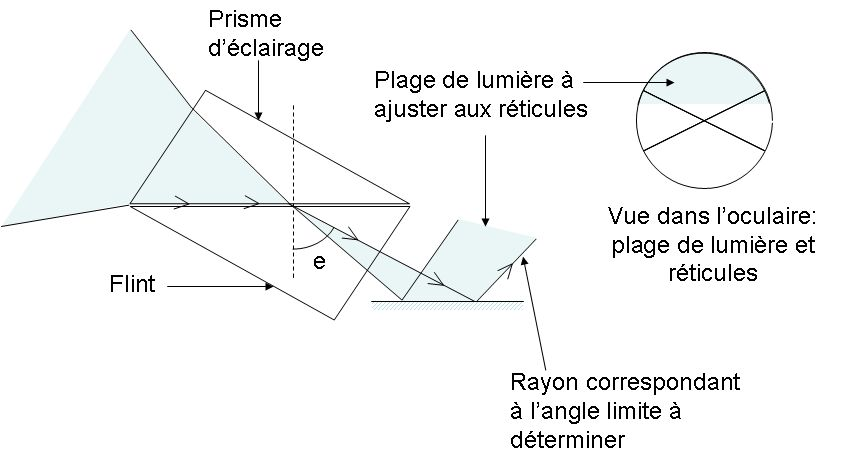
Refractòmetre de prisma d'Abbe.

## Substrats analitzables
Els mètodes moderns d'anàlisi són molt més eficaços que la refractometria. Aquesta només és aplicable en absència de disponibilitat d'aquests mètodes moderns, per exemple sobre el terreny, per comprendre certes etapes de la història de les ciències, o també a títol pedagògic.

### Identificació d'elements químics
L'índex de refracció és una característica físico-química tabulada per a nombrosos elements químics. Aquesta tècnica es fa servir per identificar un producte pur.

### Fruites
En viticultura, la quantitat de sucre en el suc de raïm és determinable per refractometria. Pot convertir-se directament en graus d'alcohol després de la fermentació total. Aquesta tècnica és extensible per a l'estimació del contingut de sucre de nombroses fruites i per a l'estudi de la seva maduració.

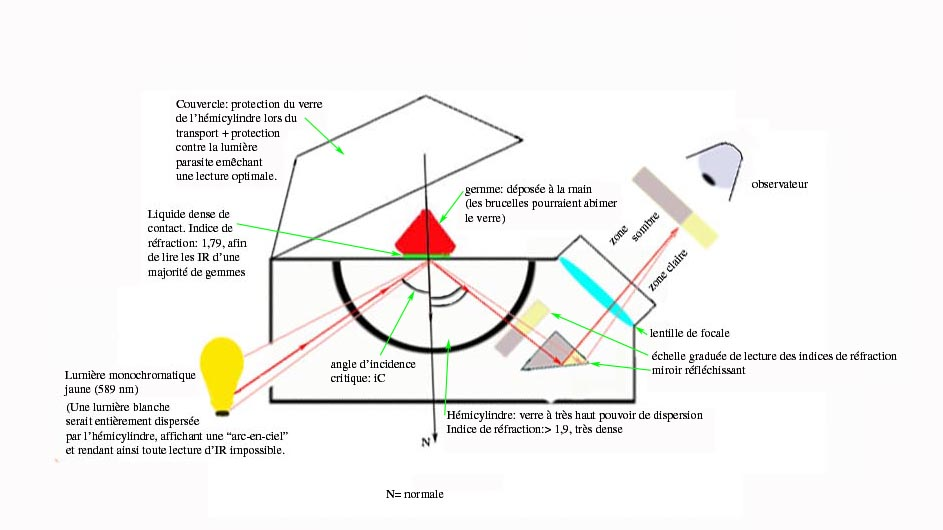
refractòmetre per a l'anàlisi de gemmes

### Minerals
L'índex de refracció d'una pedra fina, com les gemmes, és una dada pertinent. És necessari que la pedra tingui almenys una cara plana i polida. El refractòmetre d'Abbe concebut per als líquids pot ser adaptat per a les gemmes

### Altres usos
- La tècnica de refractometria directa pot utilitzar-se en oftalmologia.
- En el passat, ha demostrat la seva eficàcia per dosificar nombrosos solubles d'interès biològic, com l'albúmina en el sèrum sanguini del lactant.[4]